# رائونو هاری
رائونو هاری (انگلیسی: Rauno Bies؛ زادهٔ ۳۰ اکتبر ۱۹۶۱) تیرانداز اهل فنلاند است.